# Немецкий музей паровозов

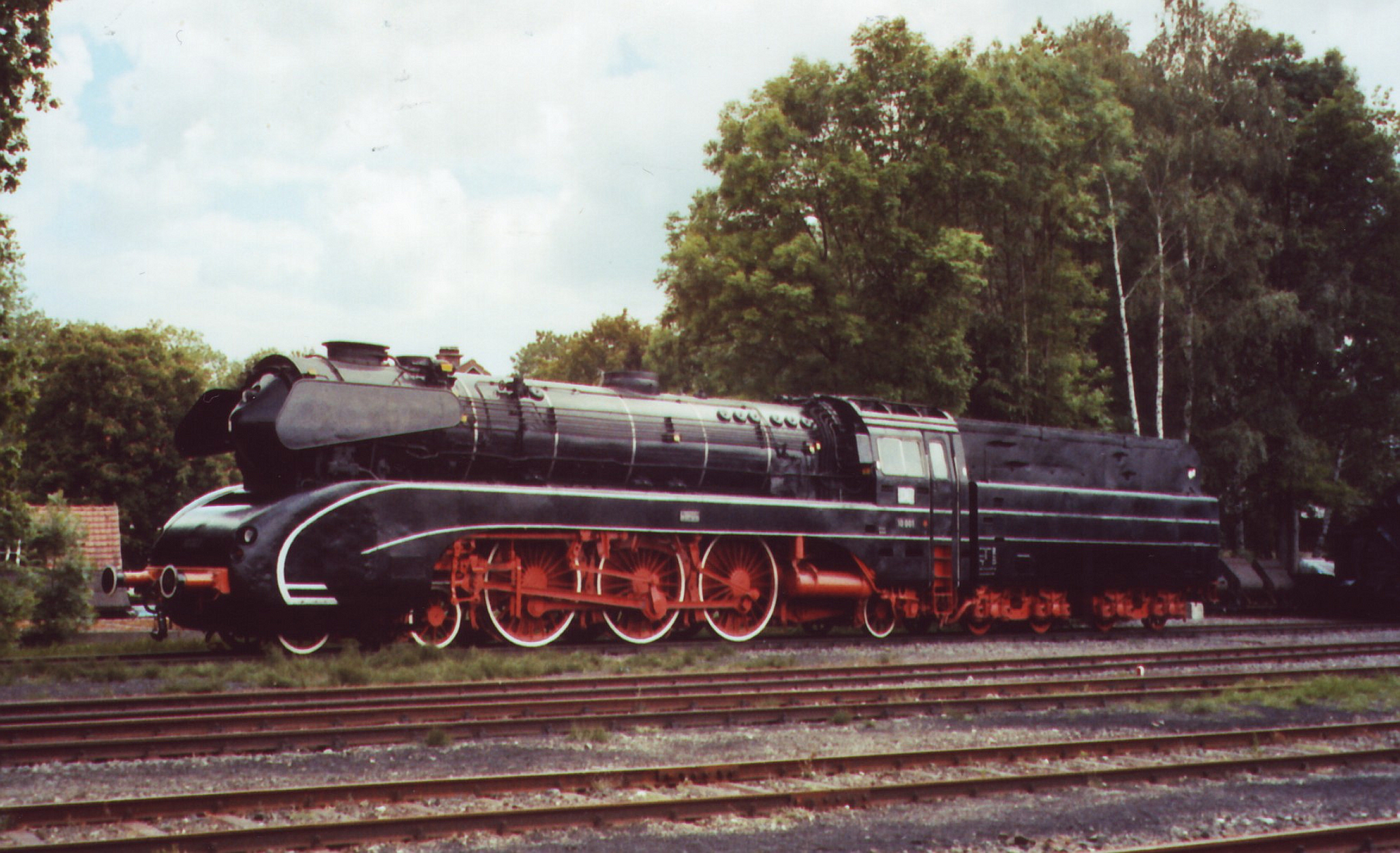
DB BR 10 № 10 001

Немецкий музей паровозов (нем. Deutsches Dampflokomotiv-Museum) расположен на железной дороге Ludwig-Süd-Nord-Bahn в городе Нойенмаркт в северной Баварии (Германия). Основан в 1977 году.

## Территория музея
Музей находится в бывшем паровозном депо станции Нойенмаркт-Вирсберг. Депо представляет собой 15-стойловое веерное депо, имеет поворотный круг, паровозные колонки, а также склад угля с краном. Все это находится на территории современного здания, построенного в историческом виде.

## История
Локомотивное депо построено в 1895 году Königlich Bayerische Staatseisenbahnen и расширено в 1923 году Deutsche Reichsbahn. Здесь, помимо прочих, содержались паровозы-толкачи DR-Baureihe 95 (бывший прусский T 20) и DR-Baureihe 96 (бывший баварский Gt 2×4/4). В музее можно увидеть один из сохранившихся DR-Baureihe 95.

## Паровозы
В музее находится примерно 30 паровозов, в том числе магистральный пассажирский локомотив Bavarian S 3/6, крошечный танк-паровоз Bavarian PtL 2/2, известный также как Glaskasten — «стеклянный ящик», единственный из серии, сохранившийся в целом виде, прусский пассажирский локомотив P8 и Saxon XIV HT. Паровозы Deutsche Reichsbahn включают серии 01, 03, 44, 50, 64 и 86. Из паровозов Deutsche Bundesbahn представлены серии 10 и 23, а также промышленные локомотивы. По территории музея проложена узкоколейная линия, по которой курсируют паровые и дизельные локомотивы. Иногда в качестве музейного локомотива можно видеть электровоз серии DB 103.

## Галерея
За исключением случаев, когда прямо указано, все изображенные локомотивы принадлежат музею.

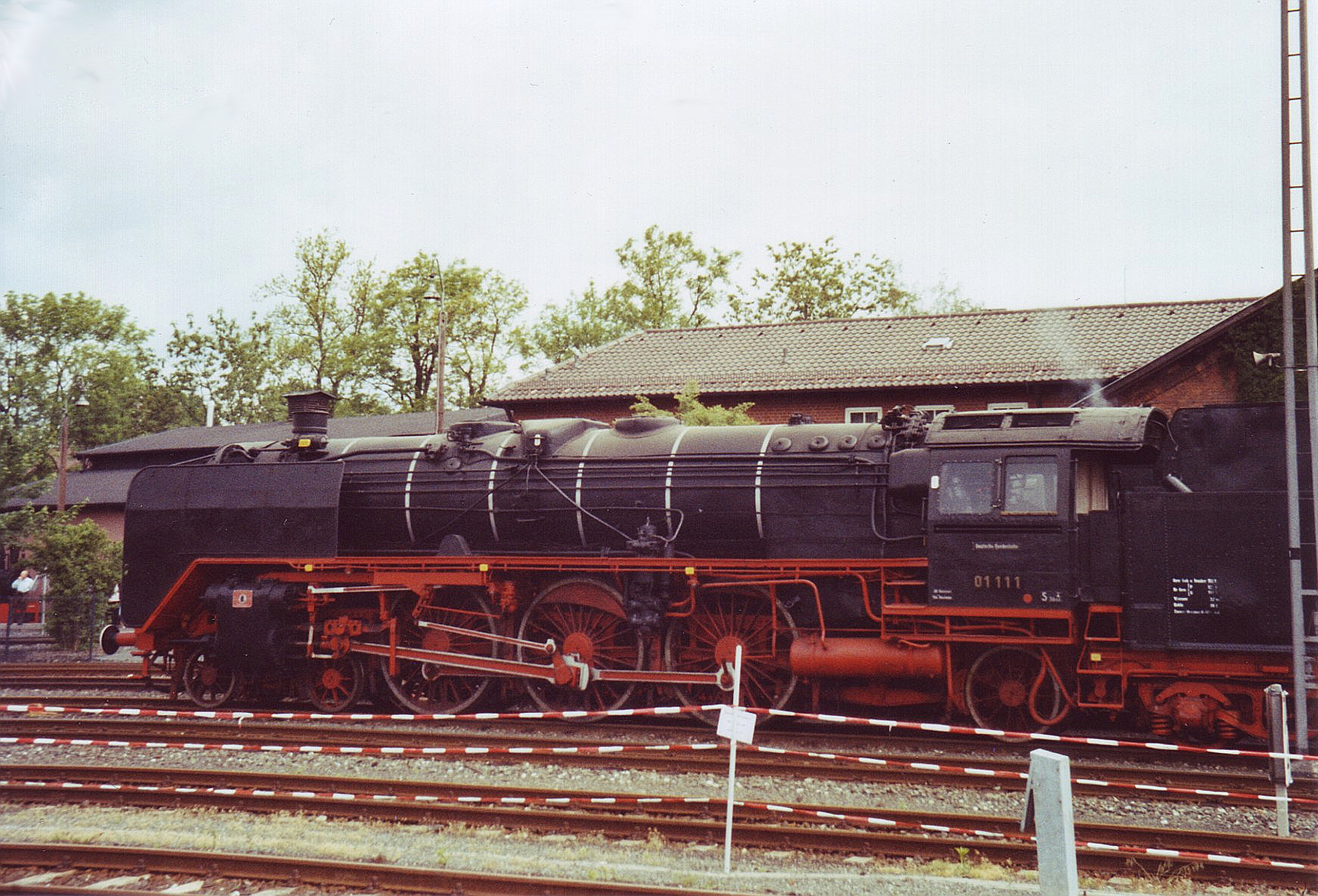
DRG 01 № 01 111
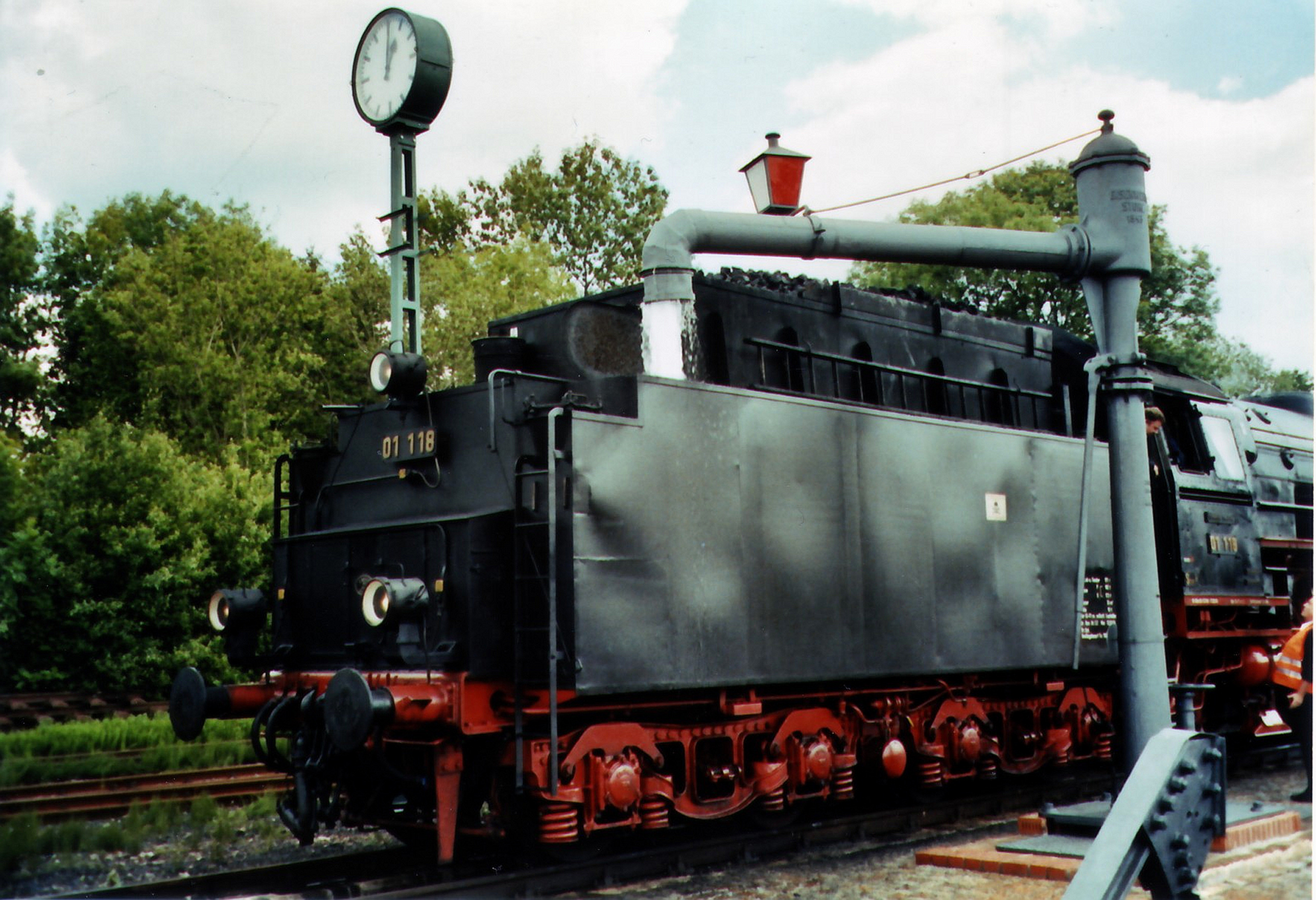
DRG 01 № 01 118  из Historische Eisenbahn Frankfurt у паровозной колонки
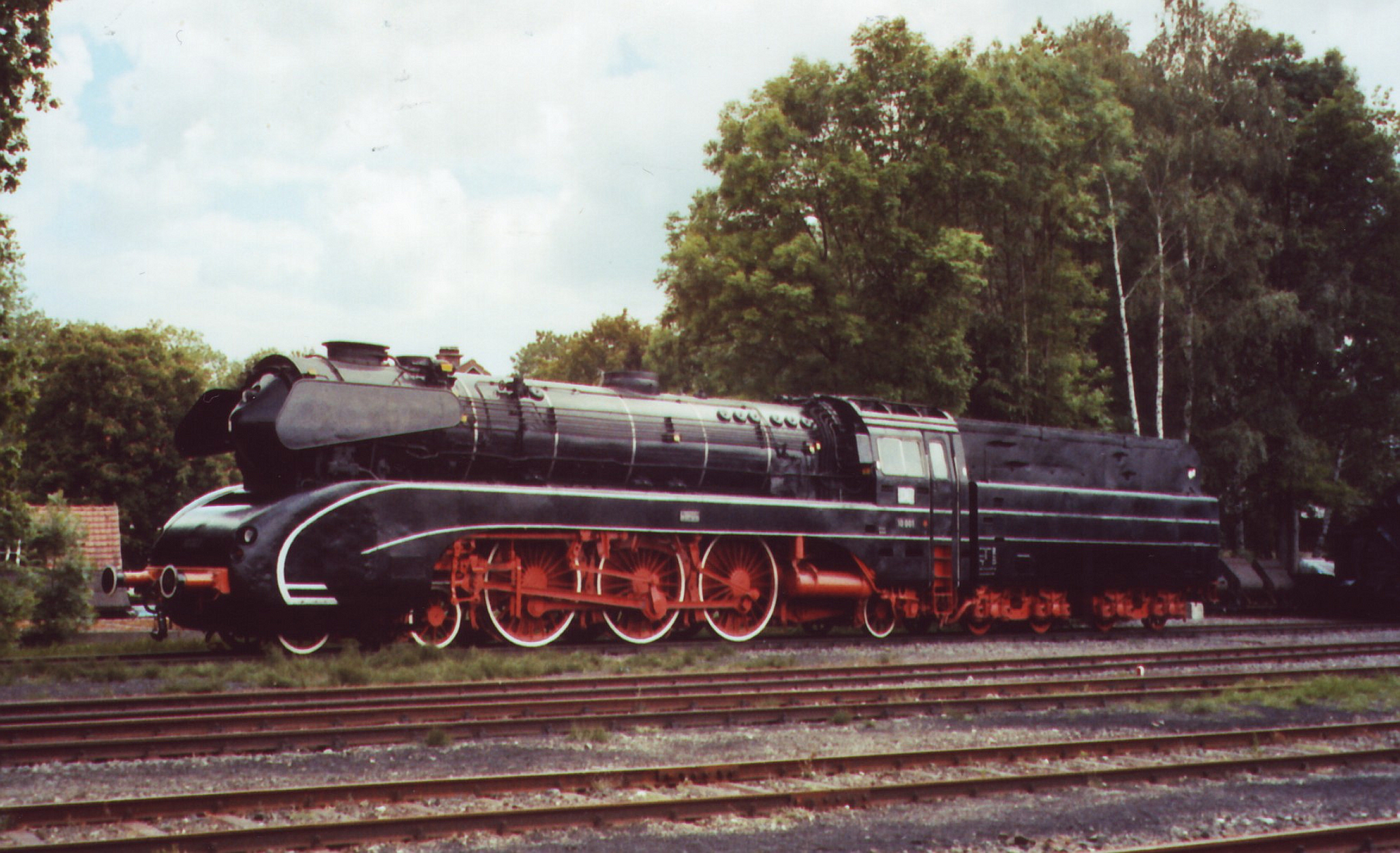
DB 10 № 10 001
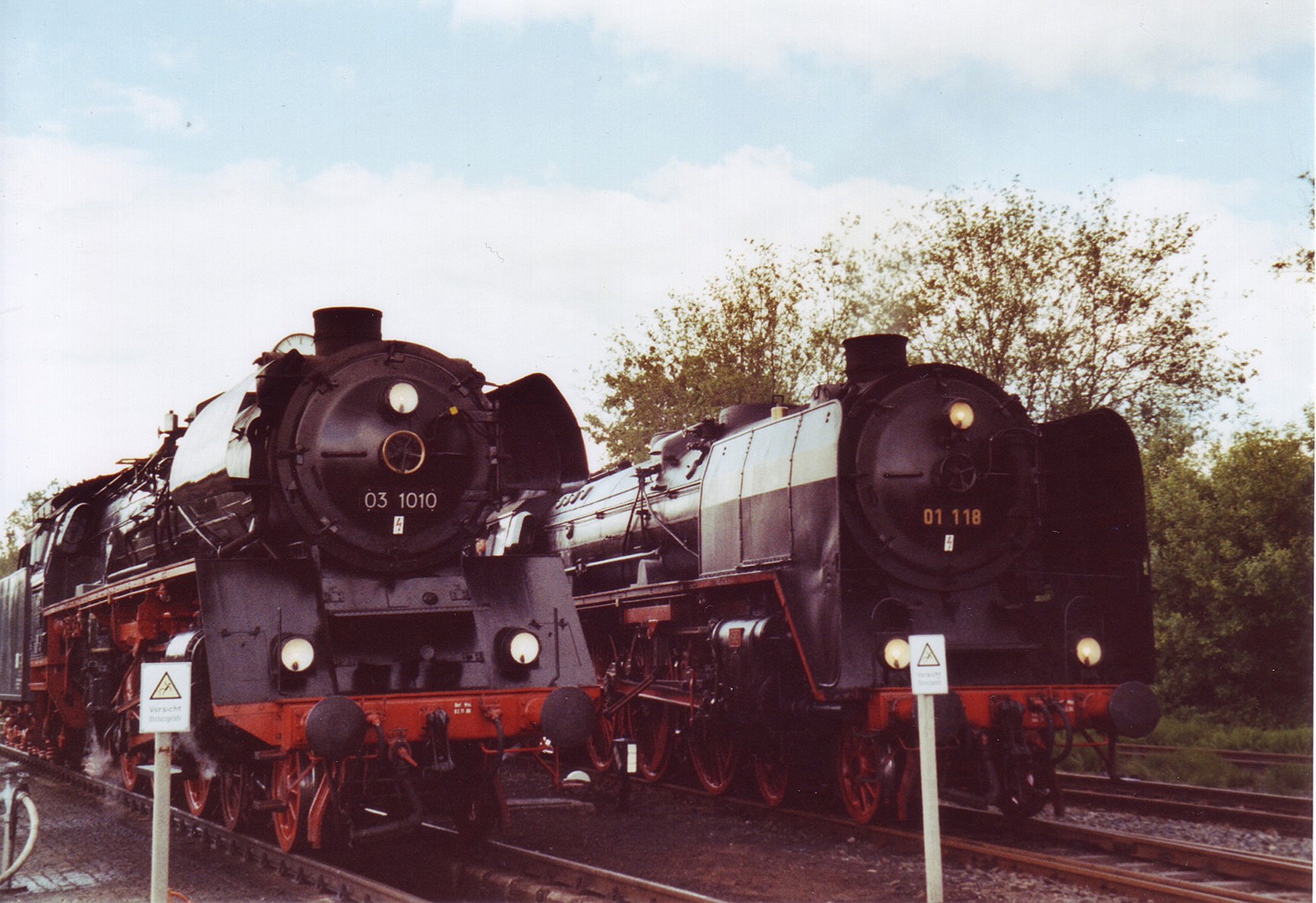
DRG 01 и DRG 03
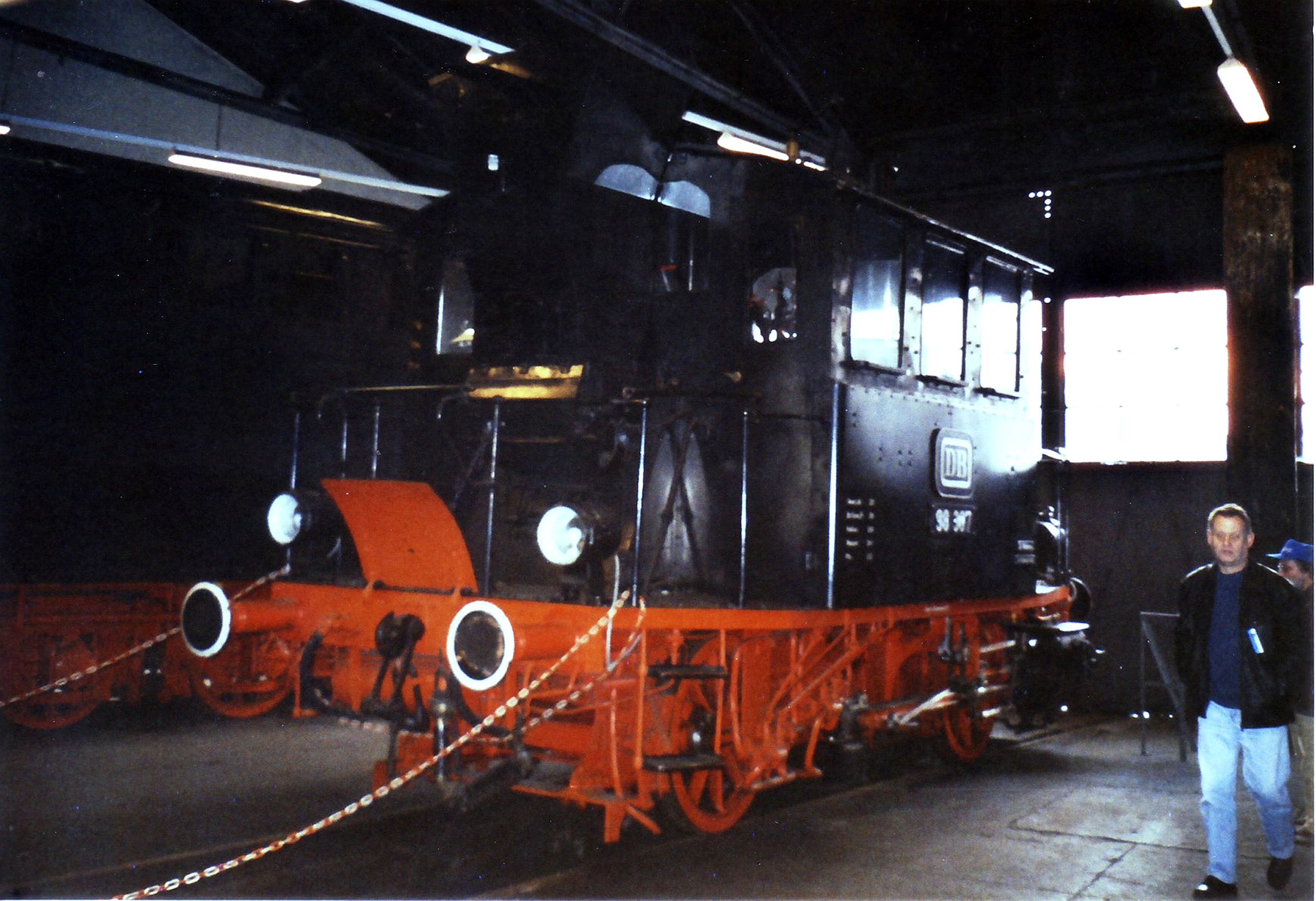
PtL 2/2 Glaskasten № 98 307
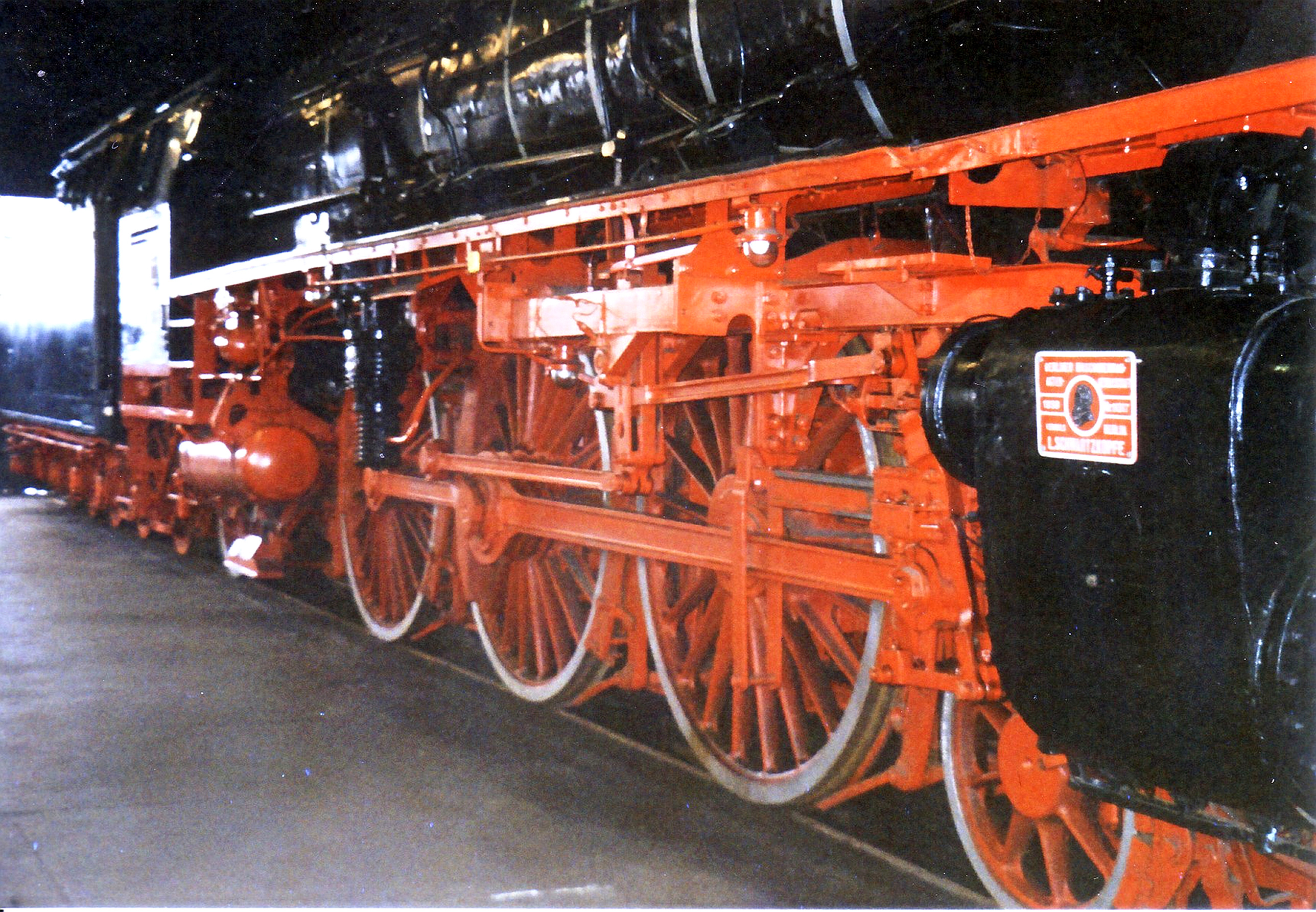
DRG 03 № 03 131
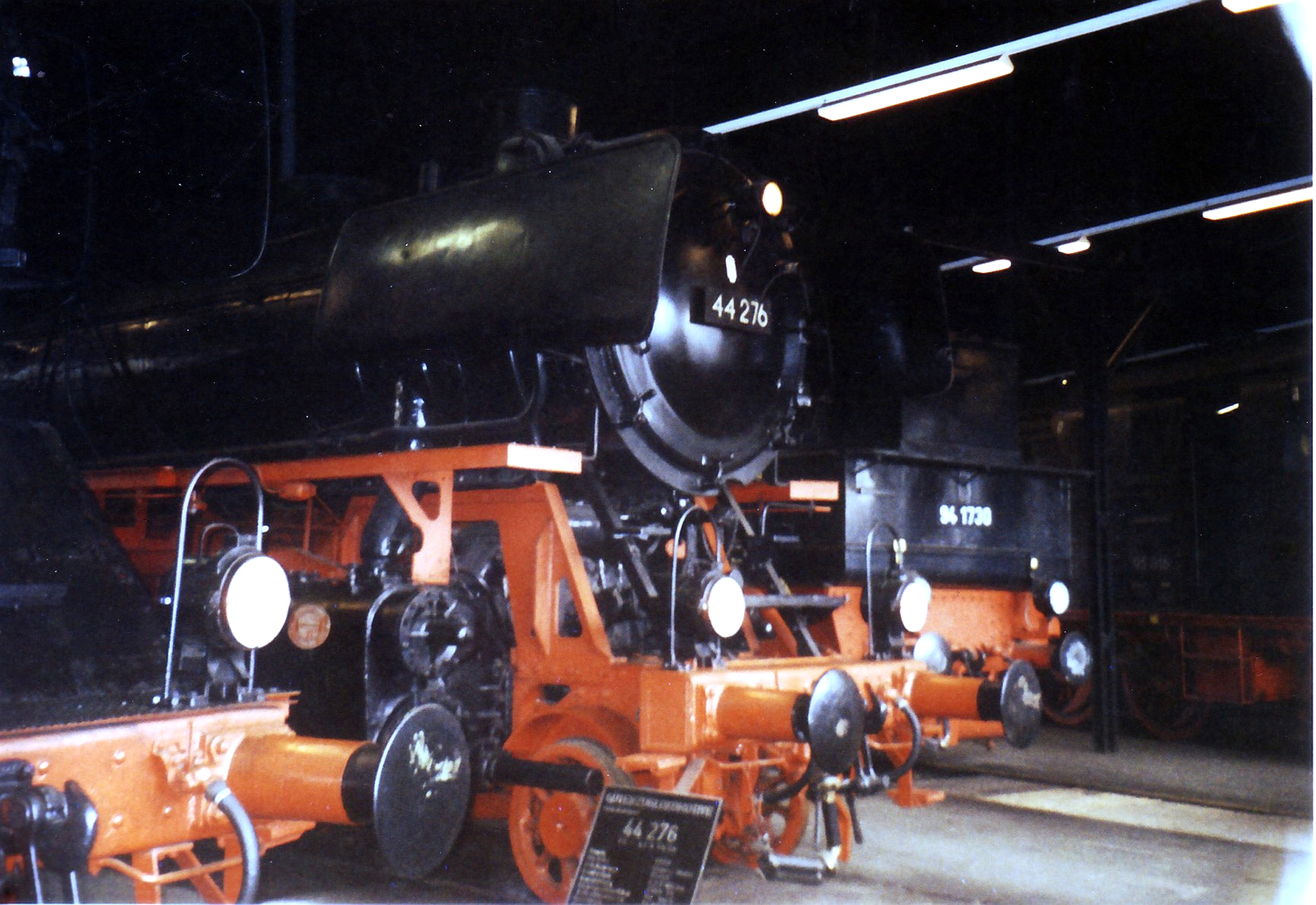
Внутри веерного депо
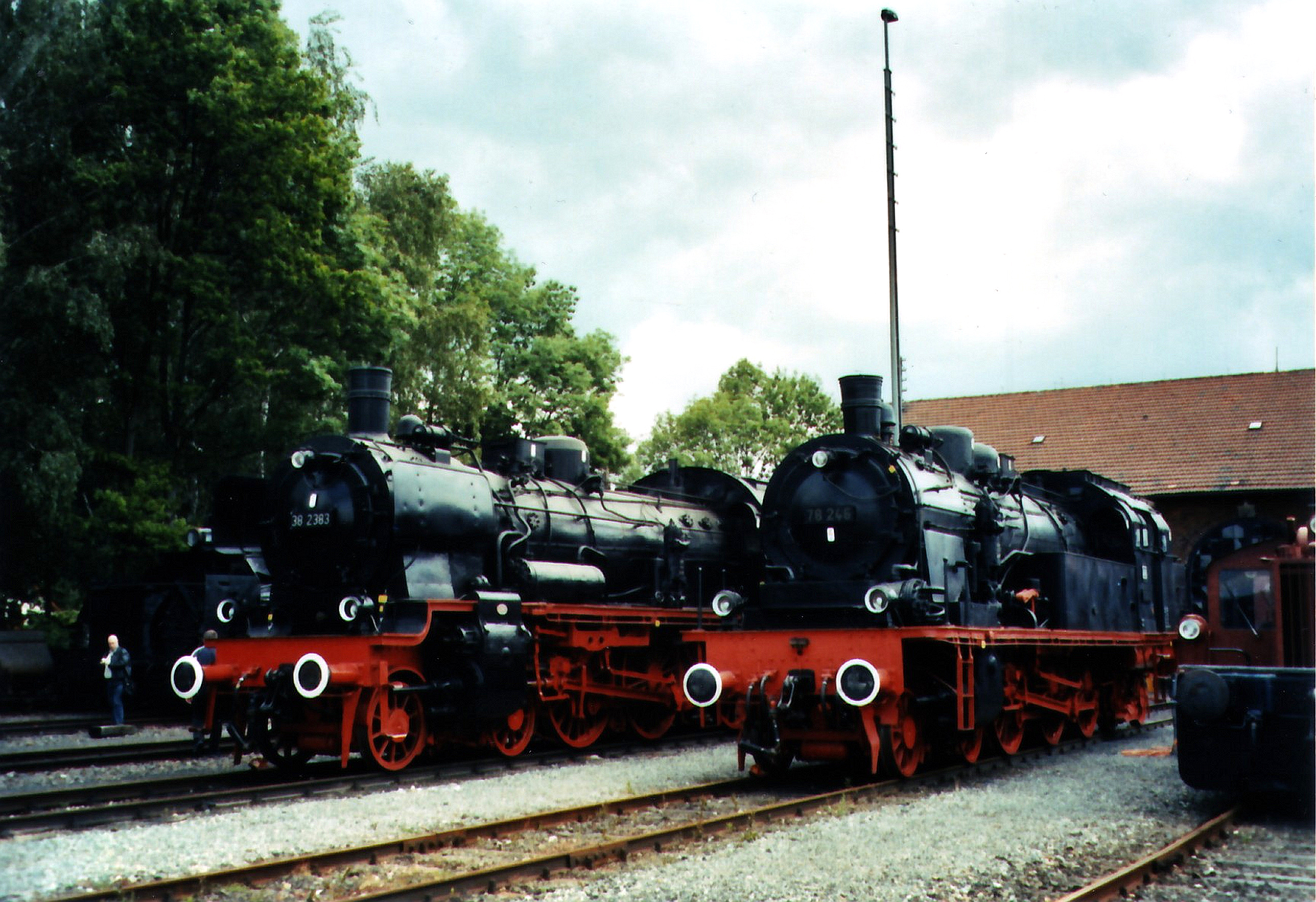
P8 № 38 2383 и T18 № 78 246
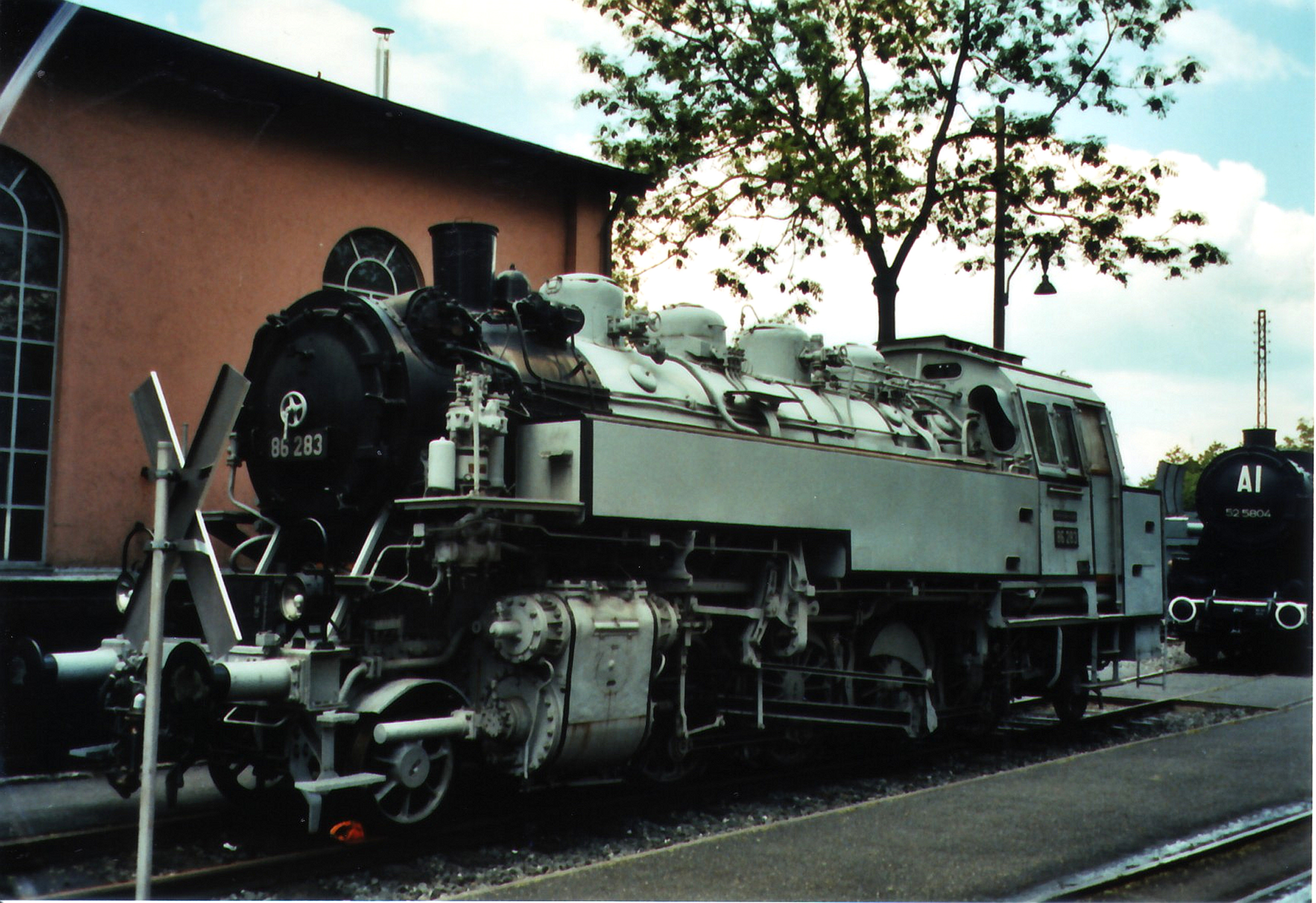
DRG 86 № 86 283 в исторической серой раскраске
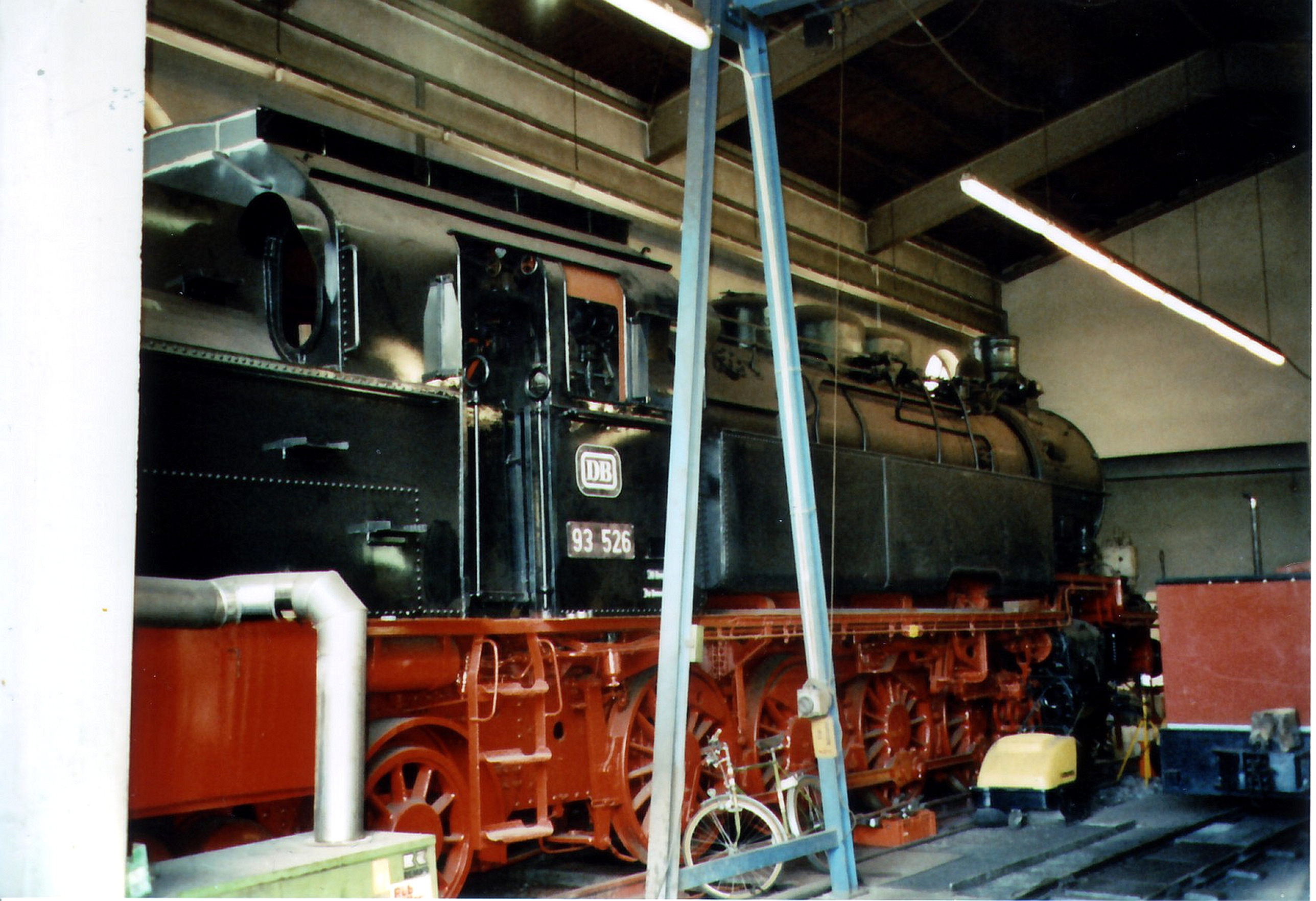
T 14.1 № 93 526 в мастерской
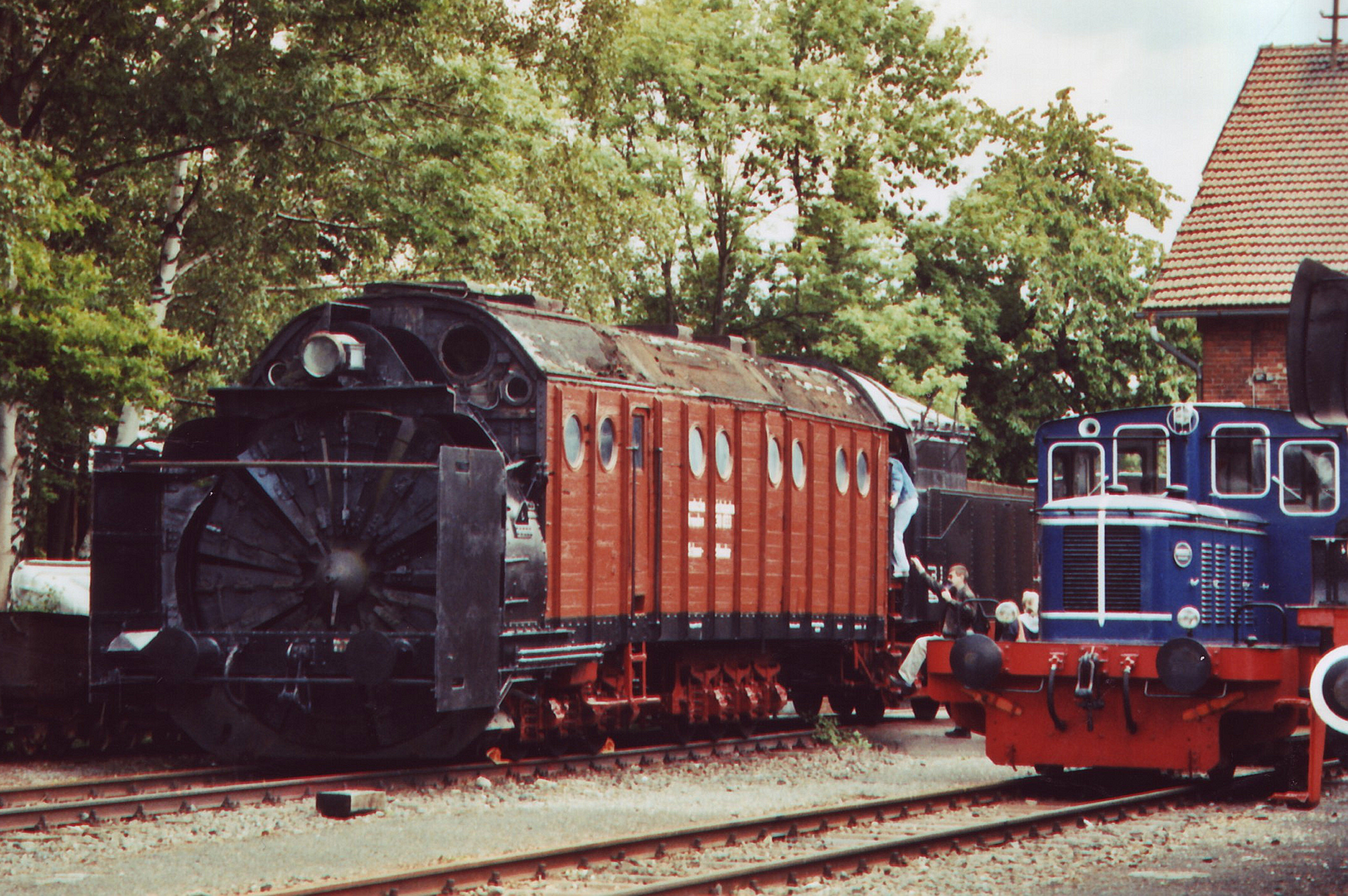
Паровой снегоочиститель № 979 4100
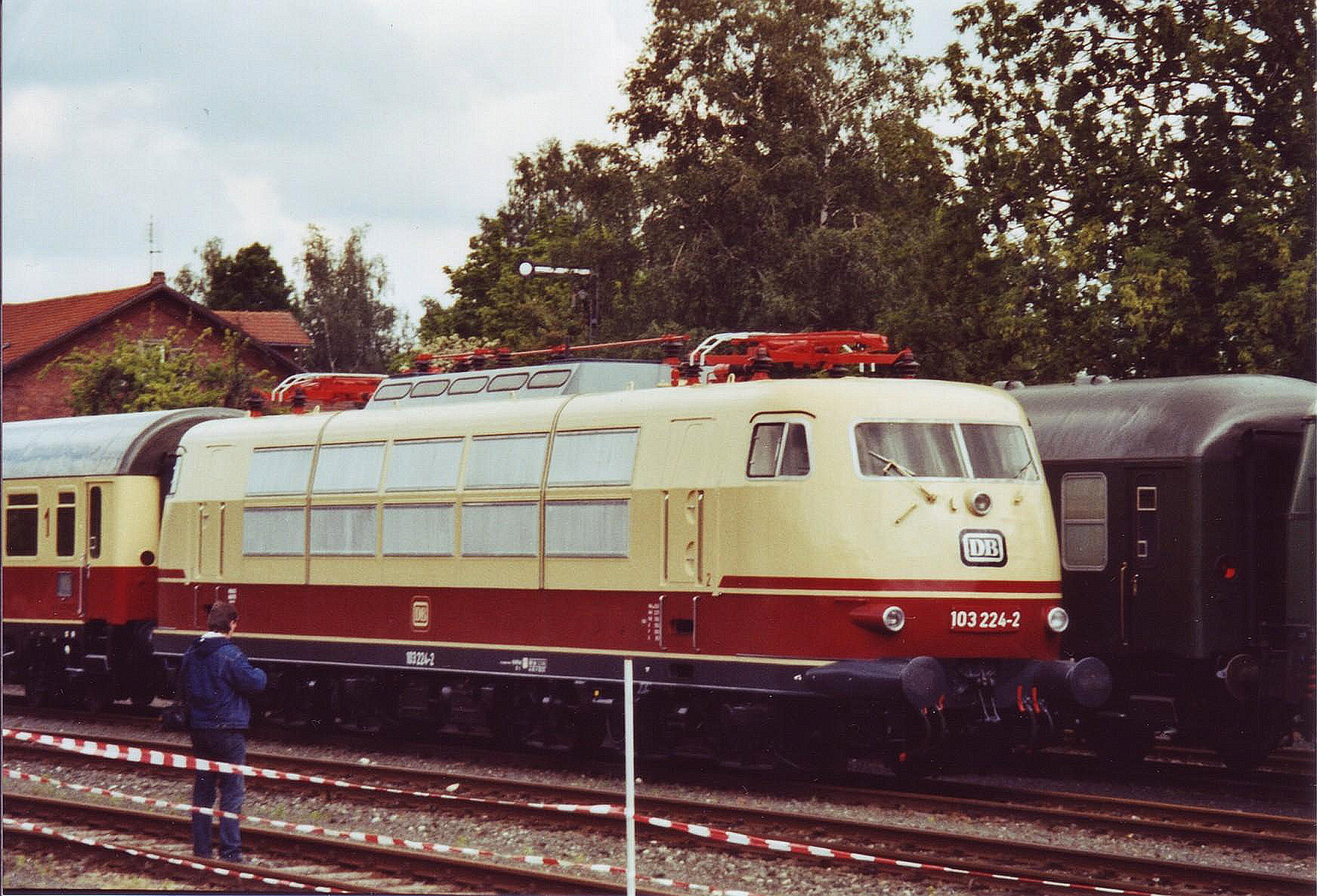
DB 103 № 103 224-2
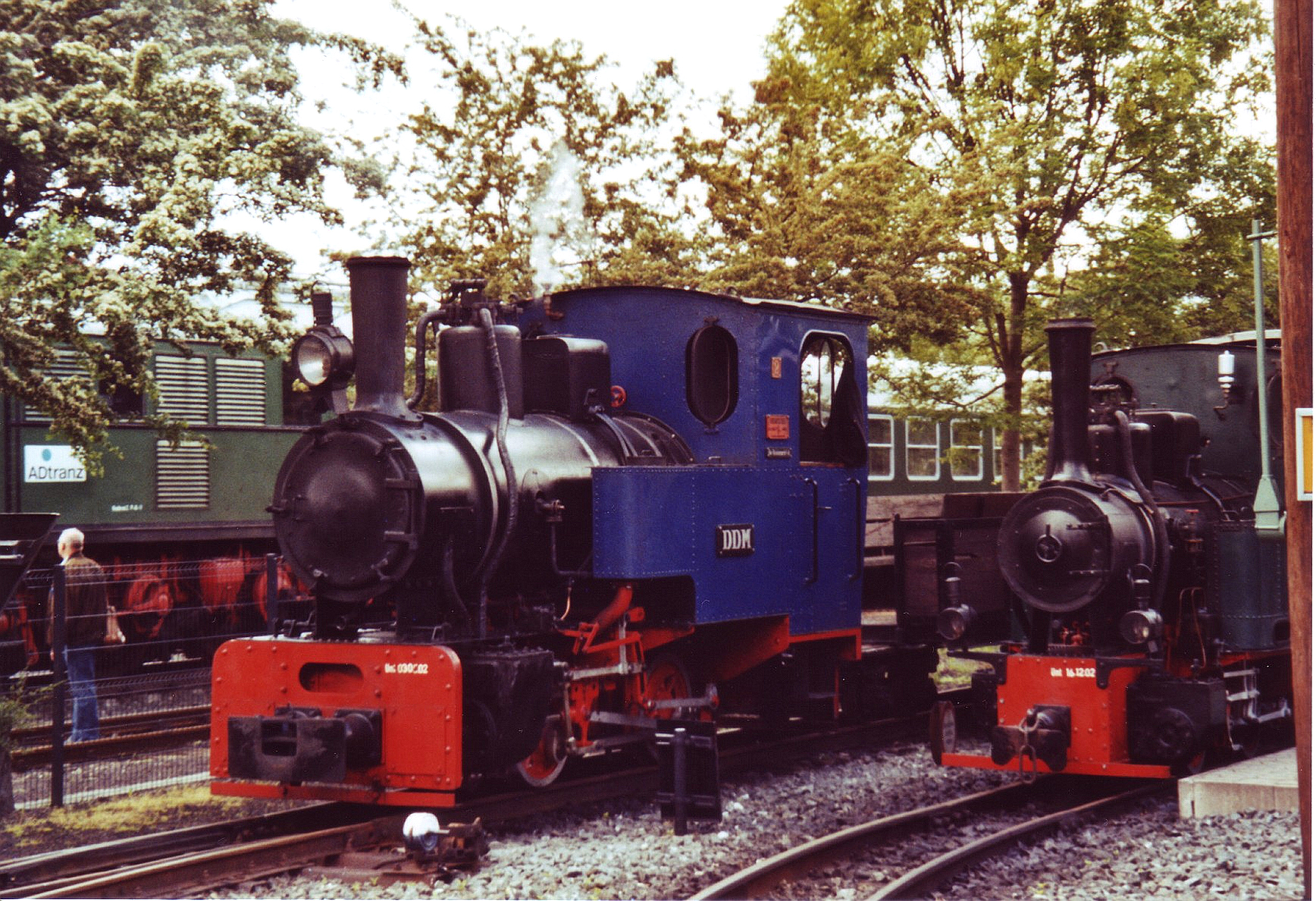
Два действующих узкоколейных паровоза
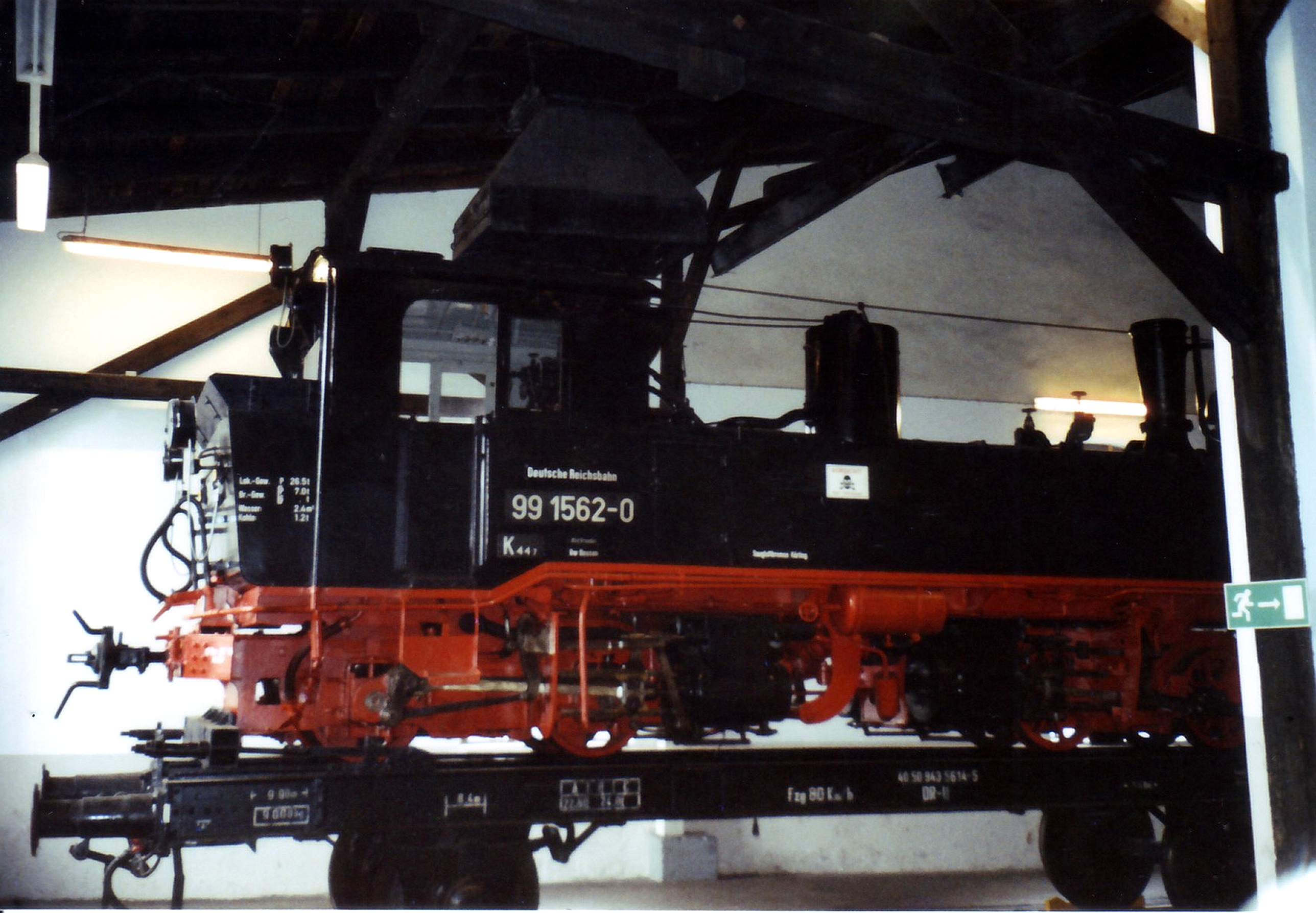
Узкоколейный паровоз IV K № 99 1562-0
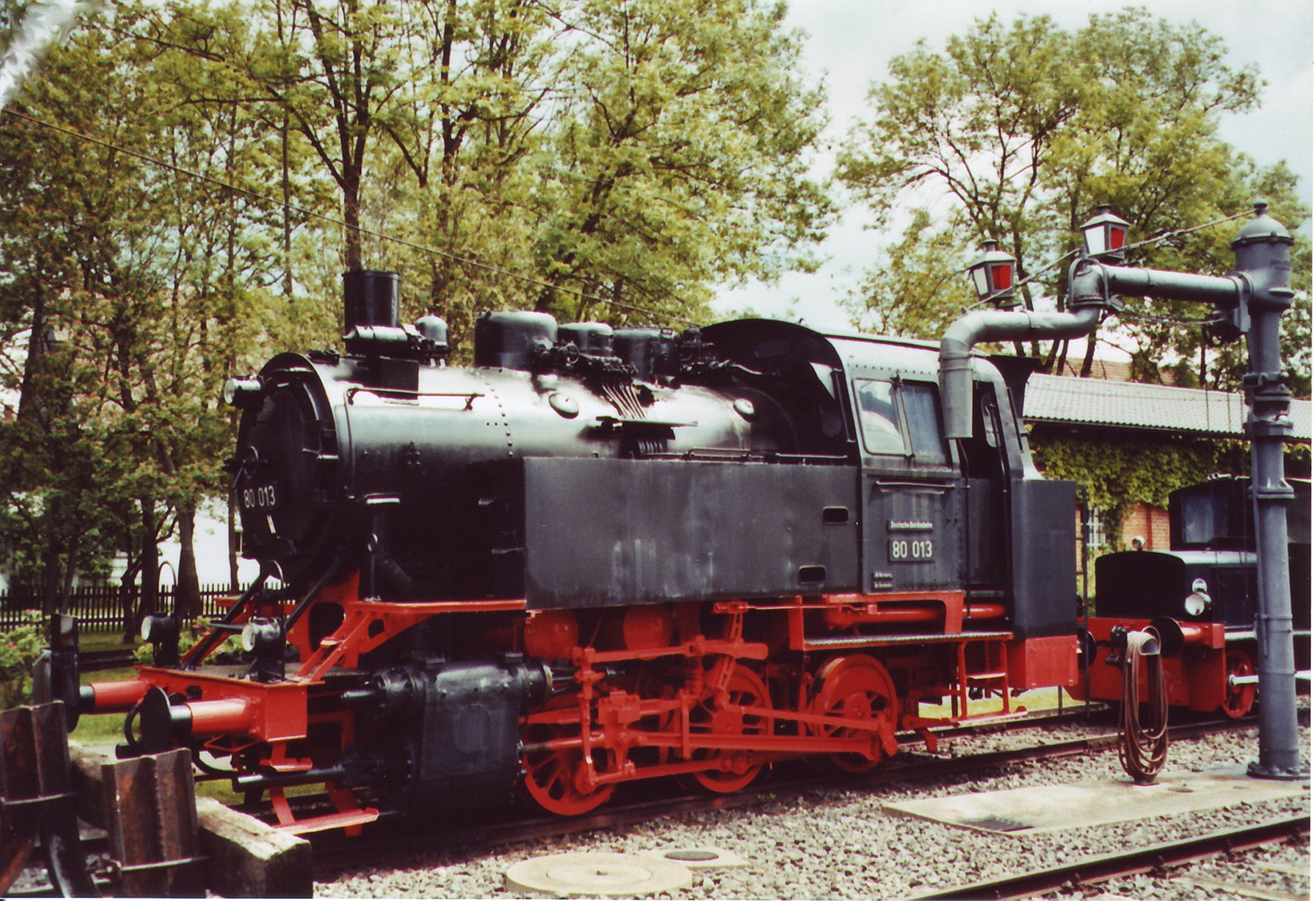
Маневровый танк-паровоз DRG 80 № 80 013, построенный на заводе Хаганса в 1927 году
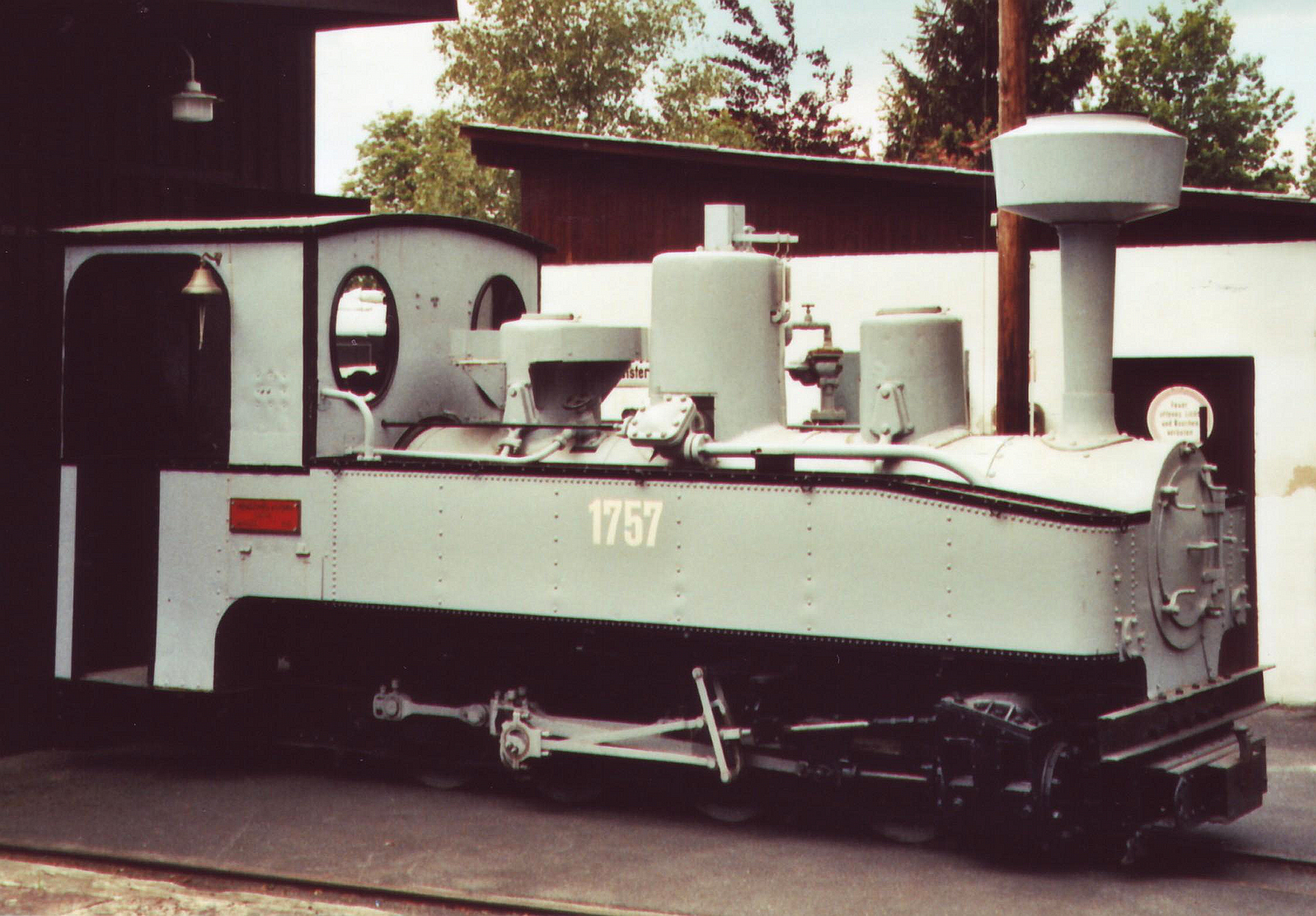
Aрмейский паровоз № 1757, использовавшийся в Первую мировую войну

## Другие экспонаты
В музеи имеется коллекция различные частей паровоза, таких как дымовая коробка, колёсная пара и блок цилиндров от локомотива № 18 610 (серия S 3/6), а также котёл от прусского G 8 в разрезе. Другие экспонаты железнодорожной истории включают паровой кран, вагон-салон поезда Адольфа Гитлера, который использовался в 1955 году канцлером Германии Конрадом Аденауэром во время визита в Москву, плужный снегоочиститель, вагон-ресторан и исторический телеграф.
Кроме того, имеется большой макет железной дороги, представляющий расположенный рядом крутой склон Schiefe Ebene.

## Экскурсии
В течение лета музей проводит экскурсии по Schiefe Ebene от Нойенмаркт-Вирсберг в Марктшоргаст и на пивоварню Mönchshof в Кульмбахе. Для поездок используется рельсовый автобус серии 796 Uerdingen и паровозы.